# Пахомов, Юрий Николаевич (писатель)
Юрий Николаевич Пахомов (Носов) (род. 1 марта 1936, Горький, РСФСР, СССР) — советский и российский писатель. Секретарь правления Союза писателей России, член высшего творческого совета, полковник медслужбы в отставке. Лауреат международных и Всероссийских литературных премий: Москва-Пенне (Италия), Правда в море (США), имени В. С. Пикуля, И. А. Бунина, К. М. Симонова, Прохоровское поле, «Имперская культура». На международном форуме "Золотой витязь" творчество писателя отмечено серебряным дипломом.

## Биография
Юрий Пахомов родился в семье офицера. Окончил Военно-медицинскую академию, после чего служил на дизельных ракетных подводных лодках, а также надводных кораблях Черноморского и Северного флотов, в некоторых флотских медицинских учреждениях.С 1976 по 1987 год Пахомов был главным эпидемиологом ВМФ СССР. Участвовал во множестве морских походов, в том числе бывал в «горячих точках» по всему миру — Гвинее, Мозамбике, Эфиопии, Сомали, Вьетнаме, Йемене и других.

## Экранизации
В 1983 году по рассказу «Тесть приехал» режиссёром Марленом Хуциевым был снят фильм «Послесловие» (в главных ролях Ростислав Плятт и Андрей Мягков).